# Димитър Мутафчиев (революционер)
Димитър Ангелов Мутафчиев, наречен Петканчето, е български революционер, деец на Българската комунистическа партия.

## Биография
Димитър Мутафчиев е роден в 1898 година в източномакедонския град Неврокоп, тогава в Османската империя. В 1920 година влиза в новосъздадения Български комунистически младежки съюз и става член на градското ръководство на организацията. По-късно става секретар на БКМС и влиза в БКП и е един от най-активните дейци на партията в Неврокопско. В 1923 година участва в подготовката на Септемврийското въстание, като има за задача да поддържа връзките с комунистическите ядра в Либяхово, Гайтаниново, Копривлен, Гърмен, Долен, Лъки и да набавя оръжие. Няколко дни преди избухването на въстанието обаче е арестуван. Освободен след месец, Мутафчиев отново започва да се занимава с комунистическа дейност.
Арестуван е на 15 май 1925 година при Дъбнишката акция на ВМРО, отведен в Дъбница и след едномесечни изтезания обесен на 16 юни.